# Caychax
Caychax è un comune delegato e frazione del comune di Caychax-et-Senconac, situato nel dipartimento dell'Ariège nella regione dell'Occitania. In precedenza comune autonomo, il 1º gennaio 2025 è confluito insieme all'ex comune di Senconac nel nuovo comune di Caychax-et-Senconac.

## Società

### Evoluzione demografica
Abitanti censiti